# Howard Valentine
Howard Van Nostrand Valentine (ur. 14 grudnia 1881 w Nowym Jorku, zm. 25 czerwca 1932 tamże) – amerykański lekkoatleta średnio- i długodystansowiec, mistrz i wicemistrz olimpijski z Saint Louis.
Na igrzyskach olimpijskich w 1904 w Saint Louis startował w biegu na 800 metrów, w którym był drugi przegrywając jedynie z Jimem Lightbodym. W biegu na 1500 metrów zajął 7. miejsce, a w biegu na 400 metrów był poza pierwszą szóstką. Wystąpił również w biegu drużynowym na dystansie 4 mil reprezentując New York Athletic Club. Wraz z kolegami (Arthur Newton, Paul Pilgrim, George Underwood i David Munson) zwyciężył w tej konkurencji, wyprzedzając o 1 punkt drużynę mieszaną startującą jako Chicago Athletic Association. Indywidualnie Valentine był siódmy.
Valentine startował również na igrzyskach międzyolimpijskich w 1906 w Atenach, ale odpadł w przedbiegach na 400 metrów i na 800 metrów. Był mistrzem Stanów Zjednoczonych (AAU) w biegu na 880 jardów w 1903 i 1904.
Rekordy życiowe, oba ustanowione w roku 1904:
- 800 m – 1.56,2 s.
- 1500 m – 4.09,4 s.